# Lost Highway (film)
Vous lisez un « bon article » labellisé en 2021.
Pour les articles homonymes, voir Lost Highway.
Pour plus de détails, voir Fiche technique et Distribution.
Lost Highway, ou Route perdue au Québec et au Nouveau-Brunswick, est un film franco-américain réalisé par David Lynch et sorti en 1997.
Le film suit un musicien (Bill Pullman) qui commence à recevoir de mystérieuses cassettes VHS de lui et de sa femme (Patricia Arquette) dans leur maison. Il est soudainement condamné pour meurtre, après quoi il disparaît inexplicablement grâce à un « homme mystère » (Robert Blake). Il est remplacé par un jeune mécanicien (Balthazar Getty) menant une vie différente. Mais, peu à peu, des éléments de son passé resurgissent.
Lost Highway est financé par la société de production française Ciby 2000 et est tourné en grande partie à Los Angeles. Le film est monté et produit par Mary Sweeney, tandis que la photographie est de Peter Deming. La bande originale, produite par Trent Reznor, comprend une musique originale d'Angelo Badalamenti et Barry Adamson ; elle est complétée par des chansons d'artistes tels que David Bowie, Marilyn Manson, Rammstein, Nine Inch Nails et The Smashing Pumpkins.
À sa sortie, Lost Highway reçoit des critiques mitigées qui lui reprochent notamment son manque de cohérence. Il a depuis été réévalué par la presse, et a accédé au statut de film culte. Lost Highway est le premier des trois films de David Lynch situés à Los Angeles, suivi de Mulholland Drive en 2001 et d'Inland Empire en 2006. En 2003, il est adapté en opéra par la compositrice autrichienne Olga Neuwirth.

## Synopsis
Fred Madison, un saxophoniste plutôt aisé de Los Angeles, entend un message à l'interphone de sa maison : « Dick Laurent est mort ». Le lendemain matin, sa femme Renée trouve sur leur porche une cassette VHS contenant une vidéo de la maison où il vit avec Renée, vue de l'extérieur puis de l'intérieur. Après avoir fait l'amour, Fred raconte à Renée qu'il a rêvé que quelqu'un lui ressemblant était attaqué. Il voit alors le visage de Renée comme celui d'un vieil homme pâle. Au fil des jours, d'autres cassettes arrivent, montrant des images d'eux endormis dans leur lit. Fred et Renée appellent la police mais les inspecteurs ne leur offrent aucune aide. Ils assistent ensuite à une fête organisée par l'ami de Renée, Andy. L'« homme mystère » dont Fred a rêvé s'approche de lui, prétendant l'avoir déjà rencontré. L'homme dit ensuite qu'il se trouve chez Fred à ce moment précis et répond au téléphone de la maison lorsque Fred l'appelle. Fred apprend d'Andy que l'homme est un ami de Dick Laurent. Terrifié, Fred quitte la soirée avec Renée. Le lendemain matin, une autre cassette arrive et Fred la regarde seul. À sa grande horreur, il se voit planer au-dessus du corps démembré de Renée. Il est condamné à mort pour son meurtre.
Dans le couloir de la mort, Fred est assailli par des maux de tête et des visions de l'« homme mystère » et d'une cabane en feu dans le désert. Lors d'un contrôle de cellule, le gardien de prison découvre que l'homme dans la cellule de Fred est maintenant Pete Dayton, un jeune mécanicien. Bien que Pete soit remis aux soins de ses parents, il est suivi par deux détectives qui tentent d'en savoir plus sur lui. Le lendemain, Pete retourne travailler au garage où le gangster M. Eddy lui demande de réparer sa voiture. M. Eddy emmène Pete faire un tour en voiture, au cours duquel Pete voit M. Eddy battre un automobiliste. Le lendemain, M. Eddy revient au garage avec sa maîtresse, Alice Wakefield, et sa Cadillac que Pete doit réparer. Plus tard, Alice revient seule au garage et invite Pete à dîner. Lorsque Pete et Alice entament une liaison, elle craint que M. Eddy ne les soupçonne, et concocte un plan pour voler son ami Andy et quitter la ville. Alice révèle également à Pete que M. Eddy est en fait un producteur de porno amateur nommé Dick Laurent. Pete reçoit un appel téléphonique de M. Eddy et de l'« homme mystère », ce qui l'effraie tellement qu'il décide de suivre le plan d'Alice. Pete tend une embuscade à Andy et le tue accidentellement, avant de remarquer une photo montrant Alice et Renée ensemble. Plus tard, lorsque la police se rend à la maison pour enquêter sur la mort d'Andy, Alice est inexplicablement absente de la photo.
Pete et Alice arrivent dans une cabane vide dans le désert et commencent à faire l'amour dehors sur le sable. Alice finit par se lever et se rend dans la cabane. Pete se retransforme en Fred. En fouillant la cabane, il rencontre l'« homme mystère », qui commence à filmer et à poursuivre Fred avec une caméra vidéo. Fred s'échappe et se rend à l'hôtel Lost Highway, où il trouve M. Eddy et Renée en train de faire l'amour. Après le départ de Renée, Fred kidnappe M. Eddy et lui tranche la gorge. L'« homme mystère » tire sur M. Eddy et murmure quelque chose à Fred avant de disparaître. Fred se rend à son ancienne maison, sonne à l'interphone et dit : « Dick Laurent est mort ». Lorsque les deux détectives arrivent à la maison, Fred retourne en courant à sa voiture et s'enfuit, avec les détectives à ses trousses. La poursuite se prolonge dans la nuit, Fred hurlant d'impuissance tandis que la voiture roule à toute allure sur l'autoroute sombre.

## Fiche technique
Sauf indication contraire, les informations mentionnées dans cette section peuvent être confirmées par la base de données cinématographiques IMDb,  présente dans la section « Liens externes ».
- Titre original et français : Lost Highway
- Titre québécois : Route perdue
- Réalisation : David Lynch
- Scénario : David Lynch et Barry Gifford
- Musique : Angelo Badalamenti
- Photographie : Peter Deming
- Montage : Mary Sweeney
- Direction artistique : Russell J. Smith[1]
- Décors : Leslie Morales
- Costumes : Patricia Norris
- Producteurs : Deepak Nayar, Tom Sternberg, Mary Sweeney, Jean-François Fonlupt (Ciby 2000)
- Producteur délégué : Sabrina S. Sutherland
- Sociétés de production : Ciby 2000 et Asymmetrical Productions
- Sociétés de distribution : CiBy Distribution, October Films (États-Unis)
- Pays de production :  États-Unis,  France
- Langue originale : anglais
- Format : couleur — 35 mm — 2,35:1 — son Dolby Digital
- Genre : Thriller, néo-noir[2], expérimental
- Durée : 135 minutes
- Dates de sortie :
  - France : 15 janvier 1997
  - États-Unis : 21 février 1997
- Classification :
  - France : interdit aux moins de 12 ans (visa d'exploitation n° 91324 délivré le 8 janvier 1997)
  - États-Unis : R

## Distribution
- Bill Pullman (VF : Renaud Marx) : Fred Madison
- Patricia Arquette (VF : Véronique Volta) : Renée Madison / Alice Wakefield
- Balthazar Getty (VF : Lionel Melet) : Pete Dayton
- Robert Blake (VF : Patrick Messe) : l'« homme mystère »[3]
- Robert Loggia (VF : Michel Fortin) : M. Eddy / Dick Laurent
- Natasha Gregson Wagner : Sheila
- Richard Pryor (VF : Mario Santini) : Arnie
- Lisa Boyle : Marian
- Michael Massee (VF : Bernard Bollet) : Andy
- Jack Nance : Phil le mécanicien
- Jack Kehler : le garde Johnny Mack
- Henry Rollins : le garde Henry
- Gene Ross : Warden Clements
- Scott Coffey : Teddy
- Gary Busey (VF : Michel Vigné) : Bill Dayton
- John Roselius (VF : Bruno Carna) : Al
- Lou Eppolito (VF : Achille Orsoni) : Ed
- Jennifer Syme : une fille droguée
- Marilyn Manson : un acteur porno
- Twiggy Ramirez : un acteur porno

 Source et légende : version française (VF) sur RS Doublage et DSD Doublage

## Production

### Genèse et développement
Lost Highway est réalisé par David Lynch, son premier long métrage depuis Twin Peaks: Fire Walk with Me (1992), préquelle de sa série télévisée Twin Peaks (1990-1991). Il trouve l'expression « lost highway » dans le livre Night People (1992) de Barry Gifford, écrivain dont il a adapté le roman Sailor et Lula (1990) au cinéma et qu'il connait très bien. Il lui explique adorer cette expression comme titre pour un film. Les deux hommes se mettent d'accord pour écrire un scénario ensemble, ayant chacun leurs propres idées de ce que Lost Highway devrait être. Ils finissent par toutes les rejeter. Lynch raconte alors à Gifford que, lors de la dernière nuit de tournage de Twin Peaks: Fire Walk with Me, il lui est venu une idée à propos de cassettes vidéo et d'un couple en crise. Cette idée deviendra la première partie du film jusqu'à ce que le personnage de Fred Madison se retrouve dans le couloir de la mort. Lynch et Gifford se rendent compte qu'un changement est nécessaire, et une autre histoire, reliée à la première mais néanmoins différente se développe. Ils mettent un mois pour terminer le scénario.
Lost Highway s'inspire en partie de l'affaire O. J. Simpson, qui implique l'arrestation d'un homme niant avoir commis un meurtre. La scène d'ouverture du film, où Fred Madison entend les mots « Dick Laurent est mort » dans son interphone, s'inspire d'un incident similaire survenu à Lynch chez lui. Comme sa maison était proche de celle de l'acteur David Lander et que les deux hommes portaient le même prénom, Lynch pensait que la personne inconnue avait dû se tromper d'adresse. L'idée de l'« homme mystère » « est née du sentiment éprouvé face à un homme qui, qu'il soit réel ou non, donnait l'impression d'être surnaturel », a expliqué Lynch.

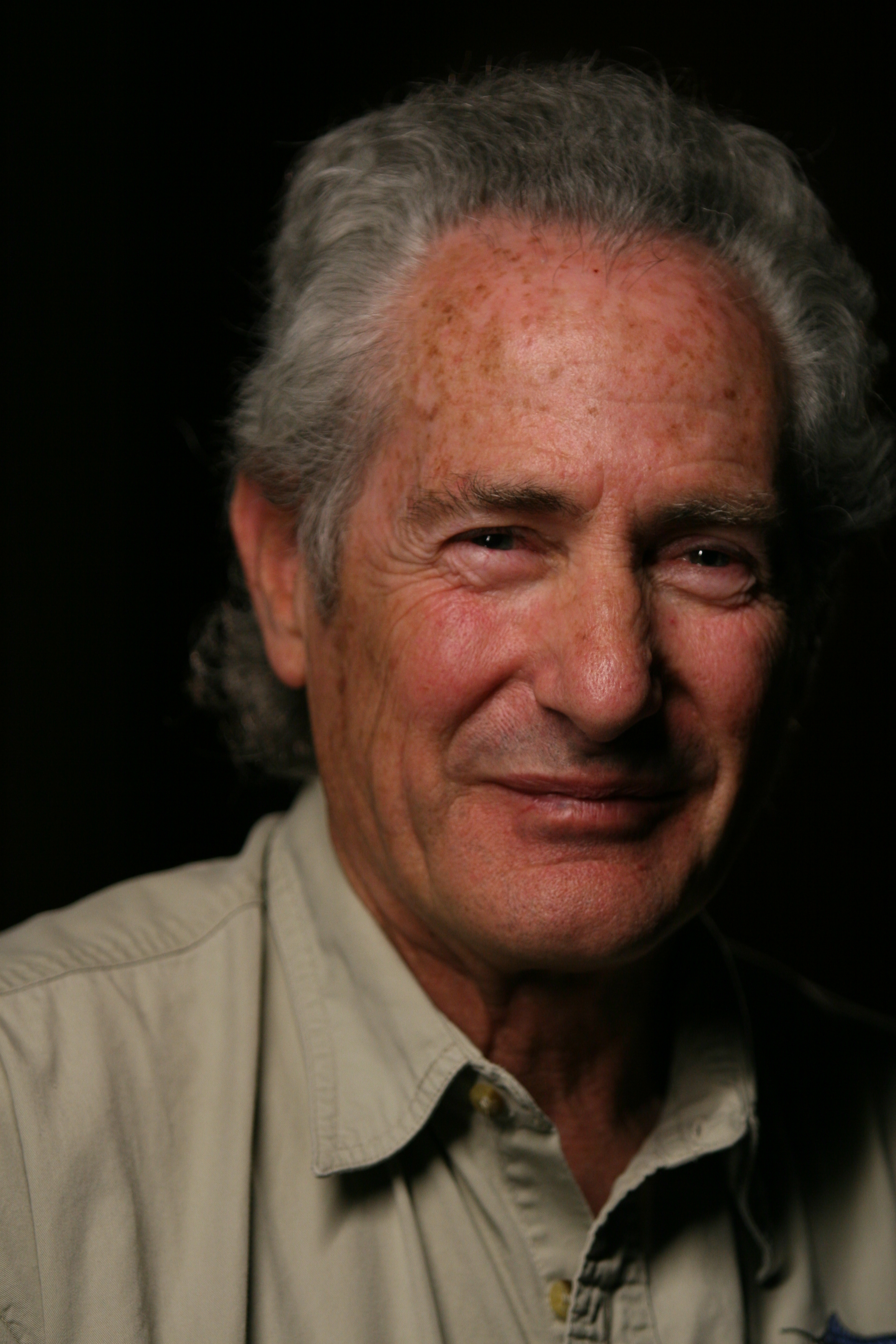
L'écrivain Barry Gifford a co-écrit le scénario avec David Lynch.

Le film est financé par la société de production française Ciby 2000. La société Asymmetrical Productions de Lynch, dont les bureaux sont situés près de sa maison dans les collines d'Hollywood, participe également à la production du film.

### Attribution des rôles
David Lynch confie le rôle principal à Bill Pullman, un de ses amis et voisins. L'actrice Patricia Arquette accepte de jouer les rôles de Renée et d'Alice parce qu'elle était intéressée par le fait d'incarner une femme sexuellement désirable et dangereuse, un rôle qu'elle n'avait jamais joué auparavant. Elle était une admiratrice de Lynch depuis longtemps et était honorée de travailler avec lui,. L'acteur Balthazar Getty est choisi pour le rôle de Pete Dayton après que Lynch a vu une photo de lui dans un magazine et ait estimé qu'il était « l'homme idéal pour ce travail ». Le scénario étant très ouvert à l'interprétation, Balthazar Getty et Patricia Arquette ne savent pas quel genre de film Lost Highway est censé être. Selon Getty, « une des techniques de David [Lynch] consiste à laisser ses acteurs dans l'incertitude, car cela crée une certaine atmosphère sur le plateau ».
L'acteur Robert Blake est choisi pour jouer le rôle de l'« homme mystère » car Lynch avait apprécié ses précédents travaux et avait toujours souhaité travailler avec lui. Bien qu'il n'ait rien compris au scénario, Blake est lui-même responsable de l'apparence et du style de son personnage. Lorsque Lynch lui dit d'utiliser son imagination, Blake décide de couper ses cheveux courts, de les séparer au milieu et d'appliquer un maquillage blanc kabuki sur son visage. Il enfile ensuite une tenue noire et s'adresse à Lynch, qui adore son style.
Les rôles de M. Eddy et Dick Laurent sont confiés à l'acteur Robert Loggia, qui avait déjà manifesté son intérêt pour le rôle de Frank Booth dans Blue Velvet de Lynch en 1986. En apprenant que Dennis Hopper avait été choisi pour jouer le rôle de Booth, Loggia l'avait copieusement insulté. Cet épisode, qui a marqué Lynch, a inspiré la scène de rage de M. Eddy au volant. Lost Highway est aussi le dernier film dans lequel Richard Pryor a joué.

### Tournage
Lost Highway est tourné à Los Angeles, en Californie, en 54 jours environ, du 29 novembre 1995 au 22 février 1996. Certaines scènes d'extérieur et de voiture sont tournées à Griffith Park, tandis que les scènes du Lost Highway Hotel sont tournées à l'Amargosa Opera House and Hotel dans la Vallée de la Mort. David Lynch possède la propriété utilisée pour le manoir de Fred et Renée, qui se trouve dans la même rue que sa propre maison dans les collines d'Hollywood. La maison est configurée d'une manière particulière pour répondre aux exigences du film. Un couloir menant à la chambre à coucher est ajouté et la façade est remodelée avec des fenêtres à fente pour rendre le point de vue de Fred très limité. Les peintures qui se trouvent sur le mur au-dessus du canapé sont réalisées par la productrice et monteuse du film Mary Sweeney, à l'époque mariée à Lynch.

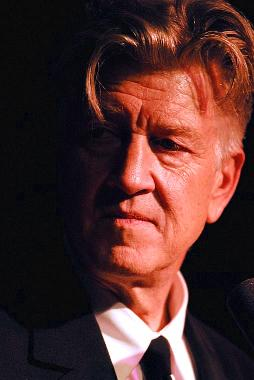
David Lynch avait initialement prévu de tourner Lost Highway en noir et blanc.

Les scènes impliquant de la nudité et des contacts sexuels s'avèrent très difficiles pour Patricia Arquette. L'actrice, qui se considère comme pudique, se sent néanmoins très protégée par Lynch et l'équipe de tournage, qui lui donnent des robes de chambre à tout moment. La scène d'amour entre elle et Balthazar Getty dans le désert est tournée sur le lit d'un lac asséché à 30 km de Baker, dans un plateau fermé auquel seule l'équipe clé était autorisée à accéder. La séquence où Fred se transforme en Pete n'est pas générée par ordinateur, mais à l'aide de techniques de camouflage : un maquilleur a construit une fausse tête recouverte de matière cérébrale artificielle, qui a ensuite été entrecoupée de plans de Bill Pullman. La poursuite finale en voiture est tournée avec deux caméras différentes tournant à des fréquences d'images différentes. Les rushes ont ensuite été accélérés pour rendre la scène plus agressive.
David Lynch travaille avec le directeur de la photographie Peter Deming pour donner au film un aspect surréaliste. Le scénario comportant peu de descriptions, le style visuel du film est élaboré au cours du tournage. Peter Deming retire parfois les objectifs de sa caméra pour flouter une scène particulière, tandis que Lynch écoute souvent de la musique dans son casque et une scène en même temps pour mieux se représenter le scénario. Selon lui, « la réunion du son et de l'image constituent le cinéma […] Chaque son doit donc soutenir une scène et lui donner de l'ampleur. Une pièce est, disons, de neuf mètres sur douze, mais lorsque vous y introduisez du son, vous pouvez donner l'illusion un espace géant ». La notion de fugue dissociative est intégrée au film après qu'un agent publicitaire de la production en a pris connaissance dans un livre consacré aux maladies mentales. David Lynch le perçoit comme un terme musical, estimant qu'« une fugue commence d'une certaine façon, prend une autre direction, puis retrouve son état initial, ce qui se rapporte à la forme du film ».
Au cours du tournage, David Lynch reçoit un CD de l'album Herzeleid de Rammstein, dont les membres sont des fans du cinéaste. Il n'y prête pas attention dans un premier temps, au regret du groupe. Ce n'est que lors d'un trajet en voiture pour se rendre en repérage à la Vallée de la Mort qu'il l'écoute pour la première fois. Il est immédiatement conquis et réalise que c'est la musique qu'il recherche pour Lost Highway. Par la suite, le cinéaste passe l'album à un volume très élevé avec deux énormes haut-parleurs tout au long du tournage, même pendant les pauses. Les personnes présentes sur le plateau se mettent alors à danser, ravies par la musique. La société de production de Lynch Asymmetrical Productions finit par commander plus de 70 exemplaires de Herzeleid pour les membres de l'équipe de tournage. Les titres Heirate mich et Rammstein figurent sur la BO du film, ce qui ravit Rammstein.
David Lynch veut initialement tourner Lost Highway en noir et blanc, mais l'idée est écartée en raison des risques financiers que cela peut entraîner. Néanmoins, le film est tourné dans des niveaux d'obscurité variables et comporte peu de scènes de jour. Certaines séquences deviennent si sombres qu'il est difficile pour les spectateurs de voir ce qui se passe. Selon Peter Deming, « ce que je voulais, c'était donner le sentiment que n'importe quoi pouvait sortir de l'arrière-plan, et susciter une certaine interrogation chez le spectateur. Le film fonctionne de manière implicite tandis que vous le visionnez ». L'obscurité du film n'est volontairement pas ajustée pendant la post-production. Le premier montage du film de deux heures et demie fait l'objet d'une projection test auprès de 50 personnes pour donner à Lynch une idée des scènes à couper. Le film est finalement réduit à une durée de deux heures et dix minutes. La plupart des scènes supprimées concernent la vie de Pete Dayton, notamment une scène où il sort avec ses amis dans un drive-in avant de se rendre au bowling.

### Bande originale
Singles
1. Apple of Sodom
Sortie : 18 février 1997
2. The Perfect Drug
Sortie : 13 mai 1997
3. Eye
Sortie : 1997

La musique originale du film est composée par Angelo Badalamenti avec des musiques additionnelles de Barry Adamson. Badalamenti est un collaborateur régulier de Lynch, avec qui il a travaillé sur Blue Velvet et la série Twin Peaks. La majeure partie de la musique est enregistrée à Prague avec des compositions additionnelles réalisées à Londres. À La Nouvelle-Orléans, Lynch collabore avec le musicien Trent Reznor de Nine Inch Nails pour fournir des musiques additionnelles. Ensemble, ils créent la musique qui accompagne les scènes dans lesquelles Fred et Renée regardent les mystérieuses cassettes VHS. Deux chansons de Reznor et Nine Inch Nails, The Perfect Drug et Driver Down, sont spécialement composées pour le film. Reznor produit ensuite un album de bande originale qui comprend la partition du film et des chansons d'artistes tels que David Bowie, Lou Reed, Marilyn Manson, The Smashing Pumpkins et Rammstein.
Les contributions de Marilyn Manson comprennent la reprise de I Put a Spell on You de Screamin' Jay Hawkins, qui était déjà sortie sur leur EP Smells Like Children de 1995, et Apple of Sodom qui est spécifiquement enregistrée pour le film. Billy Corgan, le leader des Smashing Pumpkins, écrit Eye après que Lynch a rejeté une première version de Tear issue de l'album Adore sorti en 1998. Deux chansons de Rammstein — Rammstein et Heirate Mich — sont incluses après que David Lynch a écouté leur premier album Herzeleid (1995) alors qu'il explorait les lieux de tournage du film. Le titre Insensatez, une version instrumentale de la chanson bossa nova Insensatez d'Antônio Carlos Jobim, est également incluse dans la bande originale du film. L'album, qui sort le 26 novembre 1996, atteint la 7e place du Billboard 200 et est certifié Or aux États-Unis.
La chanson Song to the Siren de This Mortal Coil ne figure pas sur le disque mais peut être entendue dans le film.
| Liste des morceaux | Liste des morceaux                     | Liste des morceaux                      | Liste des morceaux | Liste des morceaux | Liste des morceaux | Liste des morceaux | Liste des morceaux | Liste des morceaux | Liste des morceaux |
| No                 | Titre                                  | Interprète(s)                           | Durée              |                    |                    |                    |                    |                    |                    |
| ------------------ | -------------------------------------- | --------------------------------------- | ------------------ | ------------------ | ------------------ | ------------------ | ------------------ | ------------------ | ------------------ |
| 1.                 | I'm Deranged (edit)                    | David Bowie                             | 2:37               |                    |                    |                    |                    |                    |                    |
| 2.                 | Videodrones; Questions                 | Trent Reznor feat. Peter Christopherson | 3:38               |                    |                    |                    |                    |                    |                    |
| 3.                 | The Perfect Drug                       | Nine Inch Nails                         | 5:42               |                    |                    |                    |                    |                    |                    |
| 4.                 | Red Bats with Teeth                    | Angelo Badalamenti                      | 2:09               |                    |                    |                    |                    |                    |                    |
| 5.                 | Haunting & Heartbreaking               | Angelo Badalamenti                      | 2:09               |                    |                    |                    |                    |                    |                    |
| 6.                 | Eye                                    | The Smashing Pumpkins                   | 4:51               |                    |                    |                    |                    |                    |                    |
| 7.                 | Dub Driving                            | Angelo Badalamenti                      | 3:43               |                    |                    |                    |                    |                    |                    |
| 8.                 | Mr. Eddy's Theme 1                     | Barry Adamson                           | 3:31               |                    |                    |                    |                    |                    |                    |
| 9.                 | This Magic Moment                      | Lou Reed                                | 3:23               |                    |                    |                    |                    |                    |                    |
| 10.                | Mr. Eddy's Theme 2                     | Barry Adamson                           | 2:13               |                    |                    |                    |                    |                    |                    |
| 11.                | Fred & Renee Make Love                 | Angelo Badalamenti                      | 2:04               |                    |                    |                    |                    |                    |                    |
| 12.                | Apple of Sodom                         | Marilyn Manson                          | 4:26               |                    |                    |                    |                    |                    |                    |
| 13.                | Insensatez                             | Antônio Carlos Jobim                    | 2:53               |                    |                    |                    |                    |                    |                    |
| 14.                | Something Wicked This Way Comes (edit) | Barry Adamson                           | 2:54               |                    |                    |                    |                    |                    |                    |
| 15.                | I Put a Spell on You                   | Marilyn Manson                          | 3:30               |                    |                    |                    |                    |                    |                    |
| 16.                | Fats Revisited                         | Angelo Badalamenti                      | 2:31               |                    |                    |                    |                    |                    |                    |
| 17.                | Fred's World                           | Angelo Badalamenti                      | 3:01               |                    |                    |                    |                    |                    |                    |
| 18.                | Rammstein (edit)                       | Rammstein                               | 3:26               |                    |                    |                    |                    |                    |                    |
| 19.                | Hollywood Sunset                       | Barry Adamson                           | 2:01               |                    |                    |                    |                    |                    |                    |
| 20.                | Herzeleid (edit)                       | Rammstein                               | 3:02               |                    |                    |                    |                    |                    |                    |
| 21.                | Police                                 | Angelo Badalamenti                      | 1:40               |                    |                    |                    |                    |                    |                    |
| 22.                | Driver Down                            | Trent Reznor                            | 5:18               |                    |                    |                    |                    |                    |                    |
| 23.                | I'm Deranged (Reprise)                 | David Bowie                             | 3:48               |                    |                    |                    |                    |                    |                    |
| 71:57              |                                        |                                         |                    |                    |                    |                    |                    |                    |                    |

## Accueil

### Accueil critique

#### Dans la presse anglophone
À sa sortie, Lost Highway reçoit un accueil mitigé de la part de la critique. Gene Siskel et Roger Ebert donnent tous deux à Lost Highway une mauvaise note, reprise ironiquement lors de la promotion du film. Pour Roger Ebert, le film n'a aucun sens, bien qu'il loue l'ambiance créée par les images puissantes et la bande-son forte. Il conclut sa critique en affirmant que Lost Highway « est un film de style, pas de cinéma ». De même, Kenneth Turan du Los Angeles Times écrit que Lost Highway est un film « magnifiquement réalisé mais émotionnellement vide » qui « n'existe que pour provoquer ». Stephanie Zacharek de Salon et Owen Gleiberman d'Entertainment Weekly estiment tous deux que le film est superficiel, notamment comparé à Blue Velvet,. Pour Stephanie Zacharek, David Lynch « a abandonné une partie de son originalité troublante au profit d'un film noir classique teinté d'une excentricité maladroite ». Owen Gleiberman compare quant à lui les scènes de sexe du film à celles de « thrillers hollywoodiens médiocres ».
D'autres critiques sont plus positives. La journaliste du New York Times Janet Maslin juge que, même si l'aspect pervers du film manque d'originalité et fait penser à celle de Blue Velvet, Lost Highway « possède un intérêt qui lui est propre » et « invite son public à réfléchir ». Le rédacteur en chef de Metro Silicon Valley Richard von Busack fait l'éloge de Lost Highway qu'il considère comme un « vrai film d'horreur » en raison de son scénario déroutant et dérangeant. Il explique que l'horreur « doit dépasser la logique et la réalité ordinaire » et que, contrairement à des films d'horreur populaires comme Scream (1996), où la violence à l'écran n'est pas réaliste, David Lynch « présente l'horreur comme une horreur, prête à nous déconcerter, à nous blesser ». Dans une autre critique positive, Andy Klein du Dallas Observer estime que Lost Highway est un retour en forme pour le cinéaste et considère qu'il s'agit de sa meilleure œuvre depuis Blue Velvet. Il compare les interrogations sans réponse du film à la séquence « Star Gate » de 2001, l'Odyssée de l'espace (1968), déclarant que Lost Highway est « mieux ressenti qu'analysé ».
Dans le Chicago Reader, le critique Jonathan Rosenbaum évoque « un éloignement audacieux de la narration conventionnelle et un retour à la beauté formelle d'Eraserhead ». Il attribue à David Lynch « des fusions du son et de l'image magistrales et souvent puissantes », qui donnent au film un style très expressionniste. Cependant, il critique l'iconographie du film noir pour son manque de contexte historique. Pour Todd McCarthy de Variety, bien que Lost Highway soit « inégal et trop délibérément obscur pour être entièrement satisfaisant », le résultat « reste suffisamment intrigant et surprenant pour que de nombreux amateurs du cinéma de Lynch s'y retrouvent ».

#### En France
En France, l'accueil est dans l'ensemble plutôt positif. Pour Frédéric Bonnaud des Inrockuptibles, Lost Highway est « un voyage purement mental, à travers le temps et l'espace, dans une nuit américaine sans limites ». Bien qu'il admette que « Lynch reprend les figures de ses films ou de quelques grands classiques et se réapproprie les emblèmes signalétiques de la culture américaine », c'est pour selon lui « mieux les embarquer vers les nouveaux rivages de l'inconscient, vers un cinéma inédit où le temps et l'espace n'en finissent plus de se trouer et de se dédoubler ». Il trouve également le film déconcertant, « utilisant toutes les conventions et tous les clichés du film noir pour mieux s'en débarrasser en chemin ». Enfin, il salue les performances des deux acteurs principaux, Patricia Arquette et Bill Pullman. Jean-François Rauger du journal Le Monde est également élogieux, qualifiant volontiers Lost Highway de « meilleur film de David Lynch à ce jour ». À l'instar d'autres critiques, il loue le générique « produisant immédiatement un état particulier chez le spectateur, entre l'hypnose et l'hypersensibilité visuelle et sonore ». Il rapproche la structure en deux parties du film au travail de Stanley Kubrick qui, avec Full Metal Jacket, avait déjà « construit un diptyque dont les deux parties semblaient déconnectées ». Jean-François Rauger note aussi que « la raréfaction des objets et des sons » permet à Lynch de « conférer à ceux-ci une présence inquiétante ».
L'accueil par Les Cahiers du Cinéma est élogieux. « Lost Highway, incroyable film, comme un écho assourdissant à la saillie horrible montrée par Godard dans son collage-montage des Cahiers de décembre et subitement dépassée par les 135 minutes d’accouplements monstrueux tournées par Lynch.[…] Lost Highway, le meilleur de David Lynch – au sens aussi de best of : une compilation, un alliage de ses plus chères obsessions, de ses plus familières fantasmagories –, tient dans une tête fracassée par un accouplement dangereux et raconte strictement cela.[…] David Lynch touche en plein cœur le présent du cinéma, avec une poésie violente qui nous place à l’avant-garde de notre condition de spectateur. »
D'autres critiques n'adhèrent pas au film, comme François Gorin qui écrit dans Télérama : « On perd pied. On se tâte : essayer d'y voir clair ou se laisser happer une fois encore par l'ambiance de série B d'horreur intello-perverse… Lost Highway est (peut-être) l'histoire d'un assassin schizophrène. C'est surtout un film lui-même schizophrène. Comme si Lynch, lassé de l'effet Twin Peaks, s'était d'abord raidi dans une pose d'artiste (avec succès, le premier tiers), avant de repiquer dans sa malle de tics et d'accessoires pour un faux remake de Sailor et Lula, confus, nocturne et anémié ».

### Box-office

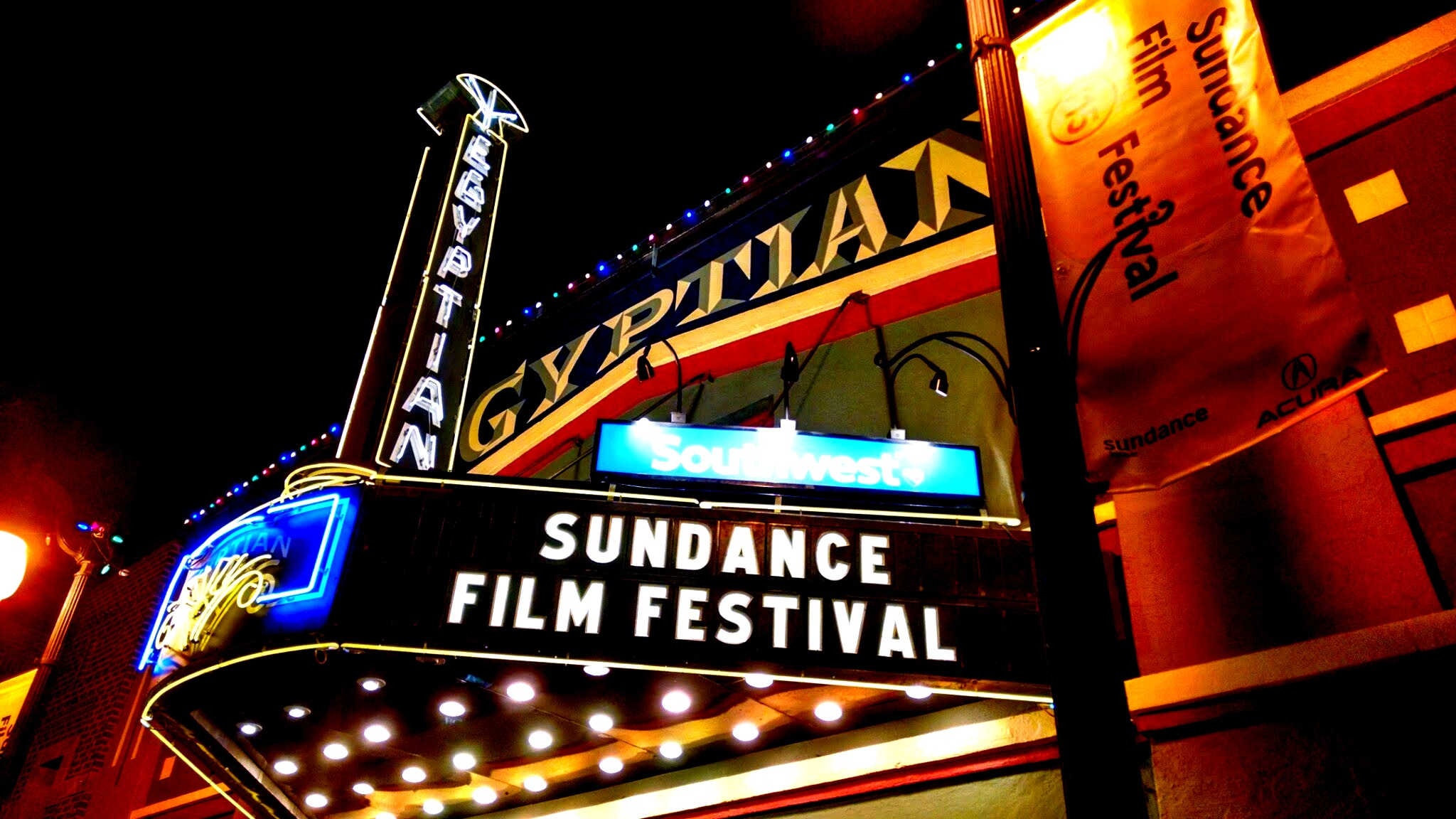
Lost Highway a été présenté en avant-première au festival du film de Sundance.

Lost Highway sort en France le 15 janvier 1997. Il y réalise 382 934 entrées, dont 131 210 à Paris. En Amérique du Nord, le film est présenté en avant-première au Festival du film de Sundance, à Park City, dans l'Utah, en janvier 1997. Il bénéficie ensuite d'une sortie limitée le 21 février 1997 dans 12 salles, rapportant près de 213 000 dollars. Le film connait une extension une semaine plus tard dans 212 salles et, après une diffusion limitée de trois semaines, il rapporte 3,7 millions de dollars en Amérique du Nord. Le 19 mai 2017, Lost Highway sort en Russie où il rapporte 28 347 dollars. Au total, le film rapporte plus de 11 millions de dollars dans le monde pour un budget de 15 millions.

## Distinctions
Lors des Stinkers Bad Movie Awards 1997, Lost Highway est nommé dans les catégories « Pire film » et « Pire réalisateur », mais perd face à Batman et Robin dans les deux catégories. Il est aussi nommé pour le grand prix de l'Union de la critique de cinéma en 1998, finalement remporté par Lone Star.

## Analyse

### Genre
Bien que Lost Highway soit généralement classé comme un film néo-noir,,, le film emprunte des éléments à d'autres genres, notamment à l'expressionnisme allemand, à la Nouvelle Vague française ou au cinéma fantastique, en particulier à travers le personnage de l'« homme mystère » au visage blanchâtre. Les genres du thriller psychologique et du film d'horreur ont également été utilisés pour décrire le récit,,. Thomas Caldwell du magazine australien Metro, décrit Fred Madison comme « un héros typique de film noir, habitant un monde condamné et désolé, caractérisé par un excès de sexualité, d'obscurité et de violence ». Une autre caractéristique du film noir est la femme fatale (Alice Wakefield), qui entraîne Pete Dayton dans des situations dangereuses. Lost Highway est également remarqué pour sa violence graphique et ses thèmes sexuels. David Lynch défend ces images, déclarant avoir été simplement honnête avec ses propres idées pour le film.

### Influences
Plusieurs thèmes et idées de Lost Highway avaient déjà été explorés avant sa sortie. Le film noir Détour d'Edgar Georg Ulmer (1945) se concentre également sur un musicien de boîte de nuit perturbé. Le cadre du film et les mystérieux messages enregistrés ont été perçus comme une référence au film En quatrième vitesse de Robert Aldrich (1955), tandis que son atmosphère cauchemardesque a été comparée au court métrage Meshes of the Afternoon de Maya Deren (1943). Comme le film Sueurs froides d'Alfred Hitchcock (1958), Lost Highway examine les obsessions des hommes pour les femmes, qui ne font que représenter les émotions qui les concernent. David Lynch décrit le film comme une « fugue psychogène » et insiste sur le fait que, bien que Lost Highway traite de « l'identité », il reste très abstrait et peut être interprété de différentes manières. Il n'est pas en faveur d'une interprétation spécifique et estime que le film laisse les spectateurs interpréter les événements comme ils le souhaitent. Barry Gifford, cependant, pense que le film offre une explication rationnelle à ses événements surréalistes. Selon lui, Fred Madison fait l'expérience d'une fugue psychogène, qui se manifeste lorsqu'il se transforme en Pete. Enfin, certains spectateurs voient Lost Highway comme un hommage à la nouvelle d'Ambrose Bierce Ce qui se passa sur le pont de Owl Creek (1890).

### Structure

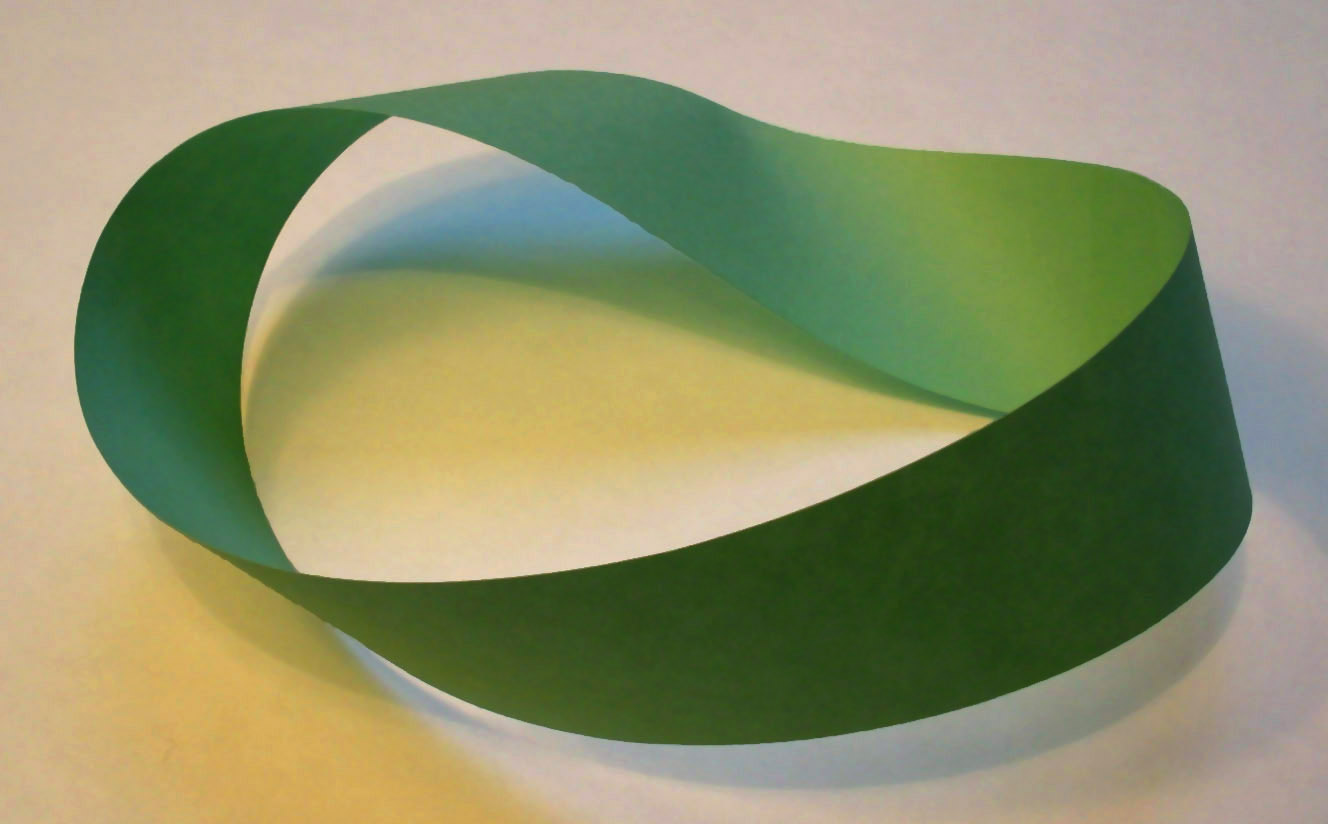
Illustration du ruban de Möbius à l'aide d'une bande de papier.

La structure cyclique du film a été comparée à un ruban de Möbius,. Le chercheur slovène Slavoj Žižek rapproche cette circularité d'un processus psychanalytique. Selon lui, « il y a une phrase clé symptomatique (comme dans tous les films de Lynch) qui revient toujours comme un message insistant, traumatisant et indéchiffrable (le Réel), et il y a une boucle temporelle, comme dans l'analyse, où le protagoniste échoue d'abord à rencontrer le soi, mais est finalement capable de prononcer consciemment le symptôme comme étant le sien ». Cela implique que la folie de Fred est si puissante que même le fantasme dans lequel il se voit en Pete finit par se dissoudre et se termine en cauchemar. Il interprète également la structure en deux parties du film comme « l'opposition de deux horreurs : l'horreur fantasmatique de l'univers cauchemardesque du film noir, fait de sexe, de trahison et de meurtre, et le désespoir (peut-être beaucoup plus troublant) de notre vie quotidienne terne et aliénée, faite d'impuissance et de méfiance ».

## Éditions en vidéo
Lost Highway sort le 25 mars 2008 en DVD aux éditions Universal Pictures Home Entertainment. Le DVD est présenté dans un format large anamorphosé de ratio 2.35:1 avec un son Dolby Digital 5.1. Le film sort ensuite au format Blu-ray en France en 2010, puis au Japon et au Royaume-Uni en 2012,. L'édition britannique comprend une collection de courts métrages expérimentaux que David Lynch avait précédemment proposés sur son site Internet. Cependant, elle est encodée en résolution 1080i à une fréquence d'images de 50 Hz, par opposition à la définition 1080p à 24 images par seconde des éditions française et japonaise.
Aux États-Unis, Lost Highway est publié en Blu-ray le 25 juin 2019 aux éditions Kino Lorber en utilisant le master de 2010. David Lynch ne participe pas à la sortie du Blu-ray, déclarant que « l'édition a été réalisée à partir d'anciens éléments et non d'une restauration du négatif original. J'espère qu'une version issue de la restauration du négatif original aura lieu dès que possible ». La société Kino Lorber se justifie en disant que la sortie provenait du master Universal Pictures, et qu'ils avaient l'intention de travailler avec Lynch sur la sortie, mais qu'ils n'ont obtenu aucune réponse après l'avoir contacté.

## Postérité
Bien qu'il ne soit pas aussi apprécié que d'autres films de David Lynch, Lost Highway suscite rétrospectivement l'intérêt de la critique et des universitaires. Avec plus de 130 000 votes comptabilisés, l'Internet Movie Database propose une note moyenne de 7,6⁄10. Sur le site Rotten Tomatoes, il obtient un taux d'approbation de 61 % sur la base de 44 critiques, avec une note moyenne de 6,24 sur 10. Le consensus critique du site Internet est le suivant : « Marquant une nouvelle étape dans le style surréaliste de David Lynch, Lost Highway est un mystère inquiétant qui mène sans doute à une impasse, bien qu'il soit balisé tout au long par certaines des images les plus obsédantes du cinéaste ». Sur le site Metacritic, le film obtient une note de 52 sur 100 sur la base de 21 critiques, ce qui correspond à des « critiques mitigées ou moyennes ».
Pour Jeremiah Kipp de Slant Magazine, Lost Highway n'est pas un échec artistique, déclarant qu'« à bien des égards, c'est Lynch dans ce qu'il a de plus audacieux, émotionnel et personnel ». Pour William Carroll de Little White Lies, Lost Highway est un prélude à Mulholland Drive en raison de sa « topographie iconique de Los Angeles », et estime qu'il mérite d'être considéré comme l'une des meilleures œuvres du réalisateur. De même, Victoria Castellanos, rédactrice en chef du Daily Vanguard, estime que Lost Highway « est un merveilleux complément à Mulholland Drive et Inland Empire, et qu'il est à bien des égards plus surréaliste et émotionnel qu'une partie du reste de son œuvre ».
En tant que film culte, Lost Highway est inclus dans la section « The New Cult Canon » de The A.V. Club. Le rédacteur Scott Tobias le considère comme « plus cohérent qu'il n'y paraît à première vue », et affirme que Lynch « va chercher des vérités que les gens ne connaissent pas ou ne veulent pas reconnaître sur eux-mêmes — dans les rêves, dans le subconscient, dans ces couloirs incroyablement sombres où nous avons peur de nous aventurer ». Lucia Bozzola, du site AllMovie, estime qu'après Twin Peaks: Fire Walk with Me, Lost Highway marque un retour aux sources pour Lynch et qu'elle qualifie de « tour de force cinématographique ». Lost Highway reçoit cinq voix dans le sondage 2012 des critiques de Sight and Sound sur les plus grands films de tous les temps, et se classe 323e ; dans le sondage des réalisateurs, il reçoit deux votes et se classe 322e.
En 2003, le film est adapté en opéra par la compositrice autrichienne Olga Neuwirth, sur un livret d'Elfriede Jelinek.

#### Ouvrages
Les ouvrages sont classés selon leur année de parution.
- (en) Slavoj Žižek, The Art of the Ridiculous Sublime : On David Lynch's Lost Highway, Seattle, Walter Chapin Simpson Center for the Humanities, avril 2000, 47 p. (ISBN 978-0-295-97925-0).
- (en) Alain Silver, Elizabeth Ward, James Ursini et Robert Porfirio, Film Noir : The Encyclopaedia, New York, Harry N. Abrams, mai 2010, 511 p. (ISBN 978-1-59020-144-2).
- (en) David Lynch et Kristine McKenna, Room to Dream : A Life, Édimbourg, Canongate, 2018, 592 p. (ISBN 978-1-78211-840-4, lire en ligne).

#### Articles
Les articles sont classés selon leur année de parution.
- (en) Veronica Hill, « David Lynch takes Lost Highway to Baker », Daily Press,‎ 15 décembre 1995.
- (en) « Lost Highway », Sight and Sound, British Film Institute,‎ juillet 1996.
- (en) David Foster Wallace, « David Lynch Keeps His Head », Première,‎ septembre 1996.
- Michael Henry, « Nœud de Moebius - Conversation avec David Lynch », Positif, no 429,‎ novembre 1996.
- (en) Stuart Swezey, « 911: David Lynch, Phone Home », Filmmaker, vol. 5, no 2,‎ hiver 1997, p. 52–53.
- (en) Bob Thompson, « Out to Lynch », Toronto Sun,‎ 23 février 1997.
- (en) David Giammarco, « Lynch tries to regain the peak », The Globe and Mail,‎ 24 février 1997.
- (en) Stephen Pizzello, « Highway to Hell », American Cinematographer, vol. 78, no 3,‎ mars 1997.
- (en) Frederick Szebin et Steve Biodrowski, « David Lynch on Lost Highway », Cinefantastique, vol. 28, no 10,‎ avril 1997, p. 32–41.
- (en) Thomas Caldwell, « Lost in Darkness and Confusion: Lost Highway, Lacan, and film noir », Metro, Australian Teachers of Media, no 118,‎ 1999, p. 46–50.
- Bertrand Gervais, « Le Minotaure intérieur. Violence et répétition dans Lost Highway, de David Lynch », Cinémas, vol. 13, no 3,‎ printemps 2003, p. 95–117 (lire en ligne)